# الیومار دوس سانتوس سیلوا
الیومار دوس سانتوس سیلوا (به پرتغالی: Eliomar dos Santos Silva) مهاجم اهل برزیل است که در شهر Garanhuns و در تاریخ ۱۲ فوریهٔ ۱۹۸۷ به دنیا آمده‌است.
الیومار دوس سانتوس سیلوا در تیم‌های فوتبال Náutico سابقهٔ حضور دارد.